# 土浦市民会館
土浦市民会館（つちうらしみんかいかん、Tsuchiura Civic Hall）は、茨城県土浦市東真鍋町にある多目的ホール。
土浦市の施設であるが、指定管理者制度の導入に伴い、一般財団法人土浦市産業文化事業団が管理・運営を行っている。
2020年5月1日より市内に本社を置く企業と命名権契約を交わし、施設名を「クラフトシビックホール土浦」と決定した。契約期間は3年間。

## 概要
1969年2月竣工、4月開館。
2019年1月中旬から2020年4月まで、耐震補強及び大規模改修工事にともない、全館休館した。2019年度分の事業費予算は20億5000万円で、改修工事は合併特例債を使った最後の事業となった。
2020年4月16日、土浦市は市内に本社を置く住宅不動産会社「株式会社クラフト」と命名権契約を交わし、名称を「クラフトシビックホール土浦」と決定した。6月2日、改修工事が完了し開館。
2023年11月24日には、国の登録有形文化財（建造物）に登録されることが決定した。

## 施設
（この節の出典）
- 大ホール：1019席（1階593席、2階426席）、舞台 間口15.00m 高さ7.00m 奥行9.00m、楽屋：3室
- 小ホール：288席、舞台 間口7.00m 高さ4.00m 奥行5.00m、楽屋：3室
- リハーサル室
- 会議室：4室（うち和室1室）

## アクセス
- 鉄道
  - JR常磐線土浦駅より徒歩30分
- 路線バス
  - 関東鉄道・関鉄観光路線バス：土浦駅西口4番バス乗り場 土浦協同病院および神立駅行き10分、真鍋新町バス停下車後徒歩10分
  - キララちゃん乗合バス：土浦駅西口4番バス乗り場 Aコース(市民会館循環) 市民会館北バス停下車
- 車
  - 常磐道土浦北ICより約10分

## 周辺
ファミリーレストランやファストフード店、食品スーパー、薬局、日用雑貨品店、衣料品店、眼鏡店などがある。